# 1905年世界博览会
1905年世界博览会（法語：Exposition universelle de 1905）是1905年4月27日至11月6日在比利时列日举办的一次世界博覽會:416，旨在展示列日的工业，同时也纪念比利時獨立75周年和利奥波德二世登基40周年:178。该博览会占地66公顷，共接待700万名游客，收入75117比利時法郎:415。